# Шум (Ленінградська область)
Шум (рос. Шум) — село в Кіровському районі Ленінградської області, Росія.
Шум — центр сільської ради (площа 375 км², населення 3275 осіб в 2006 році), до якої також входять такі населені пункти:

селища
- Войбокало
- Конці
- Новий Бит

села
- Бабаново
- Валдома
- Войбокало
- Войпала
- Гнорі
- Горгала
- Горка
- Дус'єво
- Канзи
- Карпово
- Койчала
- Конці
- Овдакало
- Падріла
- Пейчала
- Піргора
- Ратниця
- Річка
- Риндела
- Сібола
- Сопелі
- Теребушка
- Тобіно
- Феліксово